# Paradrillia
Paradrillia is een geslacht van slakken uit de familie van de Horaiclavidae (vroeger werd het tot de Turridae gerekend). De wetenschappelijke naam werd voor het eerst geldig gepubliceerd door Makiyama in 1940, oorspronkelijk als een ondergeslacht van Clavatula. Het is een geslacht van Clavus-achtige soorten. 

## Kenmerken
Hun schelp is langwerpig en slank, in lengte variërend van minder dan 1 cm tot 2,7 cm. Er zijn zowel recente soorten gekend als fossiele uit het Mioceen en Plioceen. 

## Verspreiding en leefgebied
Ze komen voor van de Perzische Golf tot Japan. De typesoort, Drillia dainichiensis, is een fossiele soort uit een Japanse Plioceenformatie.

## Soorten
- Paradrillia agalma (Smith E. A., 1906)
- Paradrillia alluaudi (Dautzenberg, 1932)
- Paradrillia consimilis (Smith E. A., 1879)
- Paradrillia darnleyensis Shuto, 1983
- Paradrillia felix (Kuroda, Habe & Oyama, 1971)
- Paradrillia fugata (E.A. Smith, 1895)
- Paradrillia gemmata Shuto, 1983
- Paradrillia inconstans (Smith E. A., 1875)
- Paradrillia lithoria (Melvill & Standen, 1903)
- Paradrillia melvilli Powell, 1969
- Paradrillia patruelis (Smith E. A., 1875)
- Paradrillia sagamiana Okutani, 1964